# Depoe Bay
Depoe Bay é uma cidade localizada no estado norte-americano de Oregon, no Condado de Lincoln.

## Demografia
Segundo o censo norte-americano de 2000, a sua população era de 1174 habitantes.
Em 2006, foi estimada uma população de 1361, um aumento de 187 (15.9%).

## Geografia
De acordo com o United States Census Bureau tem uma área de
4,7 km², dos quais 4,7 km² cobertos por terra e 0,0 km² cobertos por água. Depoe Bay localiza-se a aproximadamente 5 m acima do nível do mar.

## Localidades na vizinhança
O diagrama seguinte representa as localidades num raio de 24 km ao redor de Depoe Bay.